# Popillia petrarcai
Popillia petrarcai är en skalbaggsart som beskrevs av Guido Sabatinelli 1994. Popillia petrarcai ingår i släktet Popillia och familjen Rutelidae. Inga underarter finns listade i Catalogue of Life.